# André-Marie Ampère
André-Marie Ampère (Lyon, 20 de janeiro de 1775 — Marselha, 10 de junho de 1836) foi um físico, filósofo, cientista e matemático francês que fez importantes contribuições para o estudo do eletromagnetismo.

## Biografia
Nasceu em Lyon, foi professor de análise na École Polytechnique de Paris e no Collège de France.
O seu pai, Jean-Jacques Ampère, um abastado comerciante nessa cidade, tinha como objetivo principal garantir-lhe uma completa educação quando possível, inclusivamente uma formação religiosa sólida. Como não queria que o filho tivesse, uma carga adicional de preconceitos dos ensinamentos religiosos, decidiu ele próprio supervisionar essa educação, com ajuda de uma gigantesca biblioteca, que André, aos onze anos, já tinha lido inteiramente. Depois da biblioteca do lado paterno, o jovem, com 12 anos, já lidava com os principais teoremas da álgebra e da geometria, passou a estudar matemática, começando pela leitura das obras de Leonhard Euler e Jakob Bernoulli, tarefa complicada para o principiante, pois exige um conhecimento anterior sobre ramos bastante complexos da matemática. Além disso, Bernoulli escrevera as suas obras em latim, língua que André desconhecia. No tempo de duas semanas assimilou essa língua com o pai e, no mesmo período de tempo, obteve princípios de análise infinitesimal com o bibliotecário do colégio de Lyon. Assim, a exemplo de Pascal, com doze anos já podia redigir um tratado sobre as seções cónicas.
Em 1814 foi eleito membro da Académie des Sciences. Ocupou-se com vários ramos do conhecimento humano, deixando obras de importância, principalmente no domínio da física e da matemática. Partindo das experiências feitas pelo dinamarquês Hans Christian Ørsted sobre o efeito magnético da corrente elétrica, soube estruturar e criar a teoria que possibilitou a construção de um grande número de aparelhos eletromagnéticos. Além disso descobriu as leis que regem as atrações e repulsões das correntes elétricas entre si. Idealizou o galvanômetro, inventou o primeiro telégrafo elétrico e, em colaboração com Arago, o electroíman.
O seu filho Jean-Jacques Ampère (1800-1864) foi filólogo, erudito, viajante e historiador literário francês, o seu nome é em honra do pai de André.

## Obras
Entre suas obras, ele deixou por terminar Ensaio sobre a filosofia das Ciências, na qual iniciou a classificação do conhecimento do homem. Publicou Recueil d'Observations électro-dynamiques; La théorie des phénomènes électro-dynamiques; Précis de la théorie des phénomènes électro-dynamiques; Considérations sur la théorie mathématique du jeu; Essai sur la philosophie des sciences.

## Homenagens

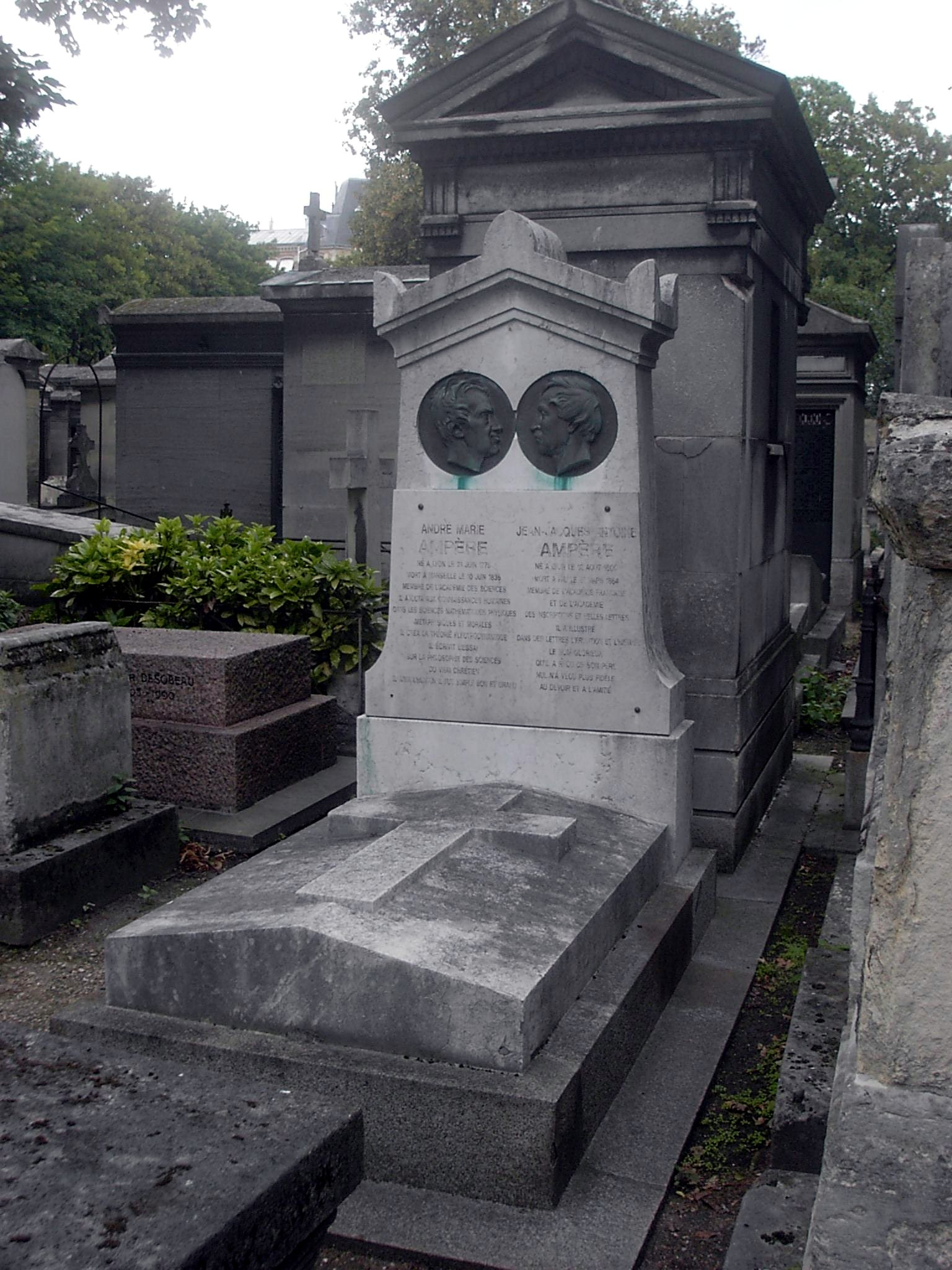
Sepultura de Ampère e seu filho no Cemitério de Montmartre

"Newton da Eletricidade" foi a designação que James Clerk Maxwell deu em homenagem a André, foi dado o último nome ampère (símbolo: A) à unidade de medida do SI (Sistema Internacional) da intensidade de corrente elétrica.
Un museu sobre a história da eletricidade, o Museu Ampère, existe desde 1931 em Poleymieux-au-Mont-d'Or, a 15 km da cidade de Lyon (França), na casa da juventude do cientista. Recebeu o rótulo "Maisons des Illustres" (Casa Ilustre) em 2013.
No estado do Paraná (Brasil), um rio e uma cidade levam seu nome, com a grafia modificada adaptada ao português (rio Ampére e cidade de Ampére).

## Escritos
- Considérations sur la théorie mathématique du jeu, Perisse Frères, Lyon Paris 1802, online - Internet-Archive
- André-Marie Ampère (1822), Recueil d'observations électro-dynamiques: contenant divers mémoires, notices, extraits de lettres ou d'ouvrages périodiques sur les sciences, relatifs a l'action mutuelle de deux courans électriques, à celle qui existe entre un courant électrique et un aimant ou le globe terrestre, et à celle de deux aimans l'un sur l'autre (em francês), Chez Crochard, consultado em 26 de setembro de 2010
- André-Marie Ampère; Babinet (Jacques, M.) (1822), Exposé des nouvelles découvertes sur l'électricité et le magnétisme (em alemão), Chez Méquignon-Marvis, consultado em 26 de setembro de 2010
- André-Marie Ampère (1824), Description d'un appareil électro-dynamique (em francês), Chez Crochard … et Bachelie, consultado em 26 de setembro de 2010
- André-Marie Ampère (1826), Théorie des phénomènes électro-dynamiques, uniquement déduite de l'expérience (em francês), Méquignon-Marvis, consultado em 26 de setembro de 2010
  - André-Marie Ampère (1883), Théorie mathématique des phénomènes électro-dynamiques: uniquement déduite de l'expérience (em francês) 2nd ed. , A. Hermann, consultado em 26 de setembro de 2010
- André-Marie Ampère (1834), Essai sur la philosophie des sciences, ou, Exposition analytique d'une classification naturelle de toutes les connaissances humaines (em alemão), Chez Bachelier, consultado em 26 de setembro de 2010
  - André-Marie Ampère (1834), Essai sur la philosophie des sciences (em alemão), Bd. 1, Chez Bachelier, consultado em 26 de setembro de 2010
  - André-Marie Ampère (1843), Essai sur la philosophie des sciences (em alemão), Bd. 2, Bachelier, consultado em 26 de setembro de 2010

Em inglês:
- Magie, W.M. (1963). A Source Book in Physics. Harvard: Cambridge MA. pp. 446–460.
- Lisa M. Dolling; Arthur F. Gianelli; Glenn N. Statile, eds. (2003). The Tests of Time: Readings in the Development of Physical Theory. Princeton: Princeton University Press. pp. 157–162. ISBN 978-0691090856.

- Ampère, André-Marie (2015).  André Koch Torres Assis, ed. Ampère's electrodynamics: analysis of the meaning and evolution of Ampère's force between current elements, together with a complete translation of his masterpiece: Theory of electrodynamic phenomena, uniquely deduced from experience (PDF). Traduzido por J. P. M. C Chaib. Montreal: Apeiron. ISBN 978-1-987980-03-5. Cópia arquivada (PDF) em 9 de outubro de 2022
- Ampère, André-Marie (2015). Mathematical Theory of Electrodynamic Phenomena, Uniquely Derived from Experiments. Michael D. Godfrey, Derek (trans.). [S.l.: s.n.]